# Badminton 1997
Höhepunkte des Badmintonjahres 1997 waren die Weltmeisterschaft und der Sudirman Cup.
== World Badminton Grand Prix ==
| Veranstaltung       | Herreneinzel           | Dameneinzel        | Herrendoppel                          | Damendoppel                   | Mixed                               |
| ------------------- | ---------------------- | ------------------ | ------------------------------------- | ----------------------------- | ----------------------------------- |
| Chinese Taipei Open | Peter Gade             | Camilla Martin     | Sigit Budiarto Candra Wijaya          | Park Soo-yun Yim Kyung-jin    | Sandiarto Finarsih                  |
| Japan Open          | Peter Rasmussen        | Mia Audina         | Rexy Mainaky Ricky Subagja            | Ge Fei Gu Jun                 | Liu Yong Ge Fei                     |
| Korea Open          | Thomas Stuer-Lauridsen | Ye Zhaoying        | Ha Tae-kwon Kang Kyung-jin            | Ge Fei Gu Jun                 | Liu Yong Ge Fei                     |
| India Open          | Heryanto Arbi          | Cindana Hartono    | Ade Lukas Ade Sutrisna                | Eti Tantra Cynthia Tuwankotta | Imam Tohari Emma Ermawati           |
| Swedish Open        | Ardy Wiranata          | Gong Zhichao       | Ha Tae-kwon Kang Kyung-jin            | Liu Lu Qiang Hong             | Michael Keck Erica van den Heuvel   |
| All England         | Dong Jiong             | Ye Zhaoying        | Ha Tae-kwon Kang Kyung-jin            | Ge Fei Gu Jun                 | Liu Yong Ge Fei                     |
| Swiss Open          | Dong Jiong             | Camilla Martin     | Lee Dong-soo Yoo Yong-sung            | Ge Fei Gu Jun                 | Liu Yong Ge Fei                     |
| Polish Open         | Tam Kai Chuen          | Yuli Marfuah       | Tony Gunawan Victo Wibowo             | Eti Tantra Cynthia Tuwankotta | Flandy Limpele Eti Tantra           |
| Malaysia Open       | Hermawan Susanto       | Susi Susanti       | Rexy Mainaky Ricky Subagja            | Ge Fei Gu Jun                 | Liu Yong Ge Fei                     |
| Indonesia Open      | Ardy Wiranata          | Susi Susanti       | Sigit Budiarto Candra Wijaya          | Eliza Nathanael Zelin Resiana | Tri Kusharyanto Minarti Timur       |
| Singapur Open       | Heryanto Arbi          | Mia Audina         | Sigit Budiarto Candra Wijaya          | Ge Fei Gu Jun                 | Bambang Suprianto Rosalina Riseu    |
| Russia Open         | Poul-Erik Høyer Larsen | Mette Pedersen     | Jon Holst-Christensen Michael Søgaard | Helene Kirkegaard Rikke Olsen | Jon Holst-Christensen Ann Jørgensen |
| US Open             | Poul-Erik Høyer Larsen | Camilla Martin     | Ha Tae-kwon Kim Dong-moon             | Qin Yiyuan Tang Yongshu       | Kim Dong-moon Ra Kyung-min          |
| German Open         | Peter Gade             | Camilla Martin     | Jens Eriksen Jesper Larsen            | Helene Kirkegaard Rikke Olsen | Jens Eriksen Marlene Thomsen        |
| Dutch Open          | Wong Choong Hann       | Judith Meulendijks | Jens Eriksen Jesper Larsen            | Pernille Harder Kelly Morgan  | Jonas Rasmussen Ann-Lou Jørgensen   |
| Denmark Open        | Dong Jiong             | Camilla Martin     | Jon Holst-Christensen Michael Søgaard | Ann Jørgensen Majken Vange    | Jens Eriksen Marlene Thomsen        |
| Hong Kong Open      | Peter Gade             | Gong Ruina         | Ha Tae-kwon Kim Dong-moon             | Chung Jae-hee Ra Kyung-min    | Kim Dong-moon Ra Kyung-min          |
| China Open          | Dong Jiong             | Gong Zhichao       | Ge Cheng Tao Xiaoqiang                | Ge Fei Gu Jun                 | Kim Dong-moon Ra Kyung-min          |
| Thailand Open       | Hendrawan              | Wang Chen          | Lee Dong-soo Yoo Yong-sung            | Qin Yiyuan Tang Yongshu       | Michael Søgaard Rikke Olsen         |
| Vietnam Open        | Chen Gang              | Susi Susanti       | Rexy Mainaky Ricky Subagja            | Eliza Nathanael Zelin Resiana | Bambang Suprianto Rosalina Riseu    |
| Grand Prix Finale   | Sun Jun                | Ye Zhaoying        | Sigit Budiarto Candra Wijaya          | Ge Fei Gu Jun                 | Liu Yong Ge Fei                     |

## Terminkalender
| Veranstaltung                                       | Ort           | Beginn             | Ende               |
| --------------------------------------------------- | ------------- | ------------------ | ------------------ |
| Westdeutsche Badmintonmeisterschaft 1997            | Bottrop       | 11. Januar 1997    | 12. Januar 1997    |
| Deutsche Badmintonmeisterschaft 1997                | Hannover      | 30. Januar 1997    | 2. Februar 1997    |
| Polnische Badmintonmeisterschaft 1997               | Głubczyce     | 30. Januar 1997    | 1. Februar 1997    |
| Englische Meisterschaft 1997                        | Norwich       | 31. Januar 1997    | 2. Februar 1997    |
| India Open 1997                                     | Neu-Delhi     | 11. Februar 1997   | 16. Februar 1997   |
| Swedish Open 1997                                   | Borlänge      | 5. März 1997       | 9. März 1997       |
| All England 1997                                    | Birmingham    | 10. März 1997      | 15. März 1997      |
| French Open 1997                                    | Paris         | 19. März 1997      | 23. März 1997      |
| Senioren-Badmintoneuropameisterschaft 1997          | Gateshead     | 27. März 1997      | 30. März 1997      |
| Badminton-Junioreneuropameisterschaft 1997          | Nymburk       | 30. März 1997      | 5. April 1997      |
| Junioren-Badmintonasienmeisterschaft 1997           | Manila        | 7. April 1997      | 13. April 1997     |
| Badminton bei den Ostasienspiele 1997               | Busan         | 10. Mai 1997       | 19. Mai 1997       |
| Sudirman Cup 1997                                   | Glasgow       | 19. Mai 1997       | 25. Mai 1997       |
| Badminton-Weltmeisterschaft 1997                    | Glasgow       | 24. Mai 1997       | 1. Juni 1997       |
| Badminton bei den Island Games 1997                 | Jersey        | 29. Juni 1997      | 4. Juli 1997       |
| Malaysia Open 1997                                  | Kota Kinabalu | 9. Juli 1997       | 13. Juli 1997      |
| Badminton bei den Sommer-Deaflympics 1997           | Kopenhagen    | 13. Juli 1997      | 26. Juli 1997      |
| Indonesia Open 1997                                 | Surakarta     | 16. Juli 1997      | 20. Juli 1997      |
| Badminton-Juniorenafrikameisterschaft 1997          | Gaborone      | 18. Juli 1997      | 22. Juli 1997      |
| Singapur Open 1997                                  | Singapur      | 21. Juli 1997      | 27. Juli 1997      |
| Badminton World Cup 1997                            | Yogyakarta    | 20. August 1997    | 24. August 1997    |
| Badminton-Asienmeisterschaft 1997                   | Kuala Lumpur  | 3. September 1997  | 7. September 1997  |
| Panamerikameisterschaft 1997                        | Winnipeg      | 16. September 1997 | 21. September 1997 |
| Badminton-Europapokal 1997                          | Lisburn       | 19. September 1997 | 21. September 1997 |
| German Open 1997                                    | Saarbrücken   | 2. Oktober 1997    | 5. Oktober 1997    |
| Brazil International 1997                           | São Paulo     | 9. Oktober 1997    | 12. Oktober 1997   |
| Badminton bei den Südostasienspielen 1997           | Jakarta       | 12. Oktober 1997   | 18. Oktober 1997   |
| Badminton bei den Chinesischen Nationalspielen 1997 | Shanghai      | 12. Oktober 1997   | 24. Oktober 1997   |
| Denmark Open 1997                                   | Vejle         | 15. Oktober 1997   | 19. Oktober 1997   |
| Jamaikanische Badmintonmeisterschaft 1997           | Kingston      | 25. Oktober 1997   | 27. Oktober 1997   |
| Indonesische Badmintonmeisterschaft 1997            | Bandung       | 29. Oktober 1997   | 2. November 1997   |
| China Open 1997                                     | Shanghai      | 5. November 1997   | 9. November 1997   |
| Thailand Open 1997                                  | Bangkok       | 12. November 1997  | 16. November 1997  |
| Badminton bei den Westasienspielen 1997             | Teheran       | 19. November 1997  | 22. November 1997  |
| SAS Badminton Trophy 1997                           | Dornbirn      | 28. November 1997  | 30. November 1997  |
| World Badminton Grand Prix 1997 (Finale)            | Jakarta       | 10. Dezember 1997  | 14. Dezember 1997  |
| Chinese Taipei International 1997                   | Tainan        | 11. Dezember 1997  | 14. Dezember 1997  |